# Hugo Freund
Hugo Freund (2. ledna 1879 – 25. května 1942) byl český obchodník s diamanty a klenotník. V roce 1908 založil společnost „Hugo Freund & Co“. Stal se jedním z prvních, kdo využil služby gemologie z Velké Británie.[zdroj⁠?!]

## Historie značky
V roce 1908 byla založena klenotnická společnost „Hugo Freund & Co“ v Praze na Ovocném trhu č. 15. Zakladatelem se stal Hugo Freund, který závod v roce 1920 rozšířil zavedením prodeje kapesních hodin, čímž získal pro Československo právo zastoupení továrny na kapesní hodinky „Zenith“ v Le Roche a dalších švýcarských továren, jakými byly International Watch Company, Schaffhausen, Doxa, Landorf, Medana.[zdroj⁠?!]

## Úmrtí
V roce 1942 byl Hugo Freund, který byl židovského původu, zatčen nacisty a deportován do Terezína, v němž nacisté vytvořili koncentrační tábor. V rámci jedné ze skupin se se stal jedním z pěti přeživších. Brzy nato došlo k jeho deportaci do koncentračního tábora Majdanek v Lublinu. Věznění v tomto táboře nepřežil a brzy po svém příjezdu na místo zemřel.